# 요한 요제프 로슈미트
요한 요제프 로슈미트(독일어: Johann Josef Loschmidt, 1821년 3월 15일 ~ 1895년 7월 8일)는 오스트리아의 과학자이다. 그는 화학, 물리(열역학, 광학, 전기역학)과 결정형(crystal form)에서 획기적인 연구 결과를 보인 것으로 유명하다. 로슈미트는 스스로 자기 자신을 이름을 제외한 요제프 로슈미트(독일어: Josef Loshmidt)라고 했다.
오스트리아 제국의 카를스바트(현재의 체코 카를로비바리)에서 태어난 로슈미트는 1868년 빈대학교에서 물리화학의 교수가 되었다.
그에게는 두명의 초기 스승이 있었다. 첫 번째 스승은 보헤미아의 사제, 아달베르트 체크(Adalbert Czech)였다. 그는 당시 어렸던 로슈미트를 오스트로프(Ostrov)의 피아리스트 수도원에 있는 고등학교에 진학시키기 위해 로슈미트의 부모님을 설득시켰으며 1837년 프라하에서 고등학교 수업을 강의했다.
로슈미트는 두 번째 스승과 만난 프라하의 카를 대학에서 철학과 수학을 2년 동안 공부했다. 그 두 번째 스승은 철학 교수 프란츠 세파린 엑스너(Franz S. Exner)이다. 엑스너느 시력이 좋지 못했으며 로슈미트에게 자기 대신에 읽어달라는 부탁을 하기도 했다. 또한 그는 대학에서 수학과 과학에서 자신만의 혁신적인 개혁으로 널리 알려져 있었다.
로슈미트는 1861년, 그의 책자인 ‘Chemische Studien(화학적 연구)’에서 현대 화학자들에 의해 사용되는 것과 매우 유사한 300가지 이상의 분자에 대한 2차원 표현을 제시하였다. 이들 중에는 벤젠(C6H6), 트라이아진(Triazine, C3H3N3) 과 같은 방향족 분자들이 있었다. 로슈미트는 벤젠의 핵을 커다란 원을 통해서 상징화시켰고 그것이 화합물의 아직 결정되지 못한 구조를 나타내는 것이라고 생각했다. 그러나 몇몇 사람들은 벤젠의 고리 구조의 발견에서 더 잘 알려지고 일반적이라고 믿어지는 아우구스트 케쿨레의 벤젠 구조가 발표되기 4년 이전에 로슈미트가 고리 구조를 먼저 제안했다고 주장했다.
1865년 로슈미트는 공기를 구성하는 분자의 크기를 처음 추정했다. 그는 점성의 측정을 통해 구한 평균자유행로와, 동일 물질이지만 다른 상태(고체, 액체, 기체)인 경우의 밀도를 비교해 추정한 기체의 전체 부피 중 분자만이 차지하는 부피, 즉 배제부피를 통해 계산했다.) 그가 추정한 값은 실제 크기의 4 배였으나, 이는 주목할 만한 업적이었다. 그의 추정 방법은 주어진 부피 안의 기체에 얼마나 많은 분자들이 존재하는지 알게 해주었다. 이 양적 개념은 현재 '로슈미트 상수'로 알려져 있다. 이 상수는 표준 온도 압력, 즉 STP 상태에서 1 cm3 안에 {\displaystyle 2.69\times 10^{19}}개의 분자가 존재함을 나타낸다. 이는 아보가드로 수와 동일한 개념이다.
로슈미트는 대학 동료 루트비히 볼츠만과 친구가 되었고, 기체 분자 운동론에서 열역학 제2법칙을 이끌어내려던 볼츠만의 시도에 대해 비평하였다. 이는 후에 ‘로슈미트의 역설’ 혹은 ‘가역성 역설’로 유명해졌다. 이는 볼츠만을 통해 통계역학적 엔트로피 개념을 이끌도록 하였다.
1891년 로슈미트는 대학 교수직에서 은퇴하고, 1895년에 오스트리아 빈에서 사망했다. 그의 독자는 그가 죽기 전 이미 10살의 나이로 사망했다.